# Ostsee (Schiff)
Die Ostsee ist ein ehemaliges Ausflugs- und Butterschiff der Förde-Reederei GmbH. Seit 1986 fährt das Schiff als Carelia unter finnischer Flagge.

## Geschichte
Das Schiff wurde 1969 unter der Baunummer 1283 auf der Husumer Schiffswerft gebaut. Der Stapellauf fand am 26. Juni des Jahres statt. 
Das Schiff, bei dem es sich um ein Schwesterschiff der Andreas Gayk, die ehemals der Kieler Verkehrs AG gehörte, handelt, wurde von der Förde-Reederei auf Butterfahrten zwischen Flensburg und dem dänischen Ærøskøbing sowie für Ausflugsfahrten auf der Flensburger Förde eingesetzt.
1975 und 1976 war es für die Reederei Friesland in Emden für Butterfahrten zwischen Emden und Delfzijl im Einsatz, anschließend fuhr es wieder in der Ostsee, diesmal zwischen Strande und Sønderborg.
Im April 1978 wurde die Ostsee an die Reederei Peter Deilmann verchartert, die es zwischen Orth und Rødbyhavn einsetzte. 

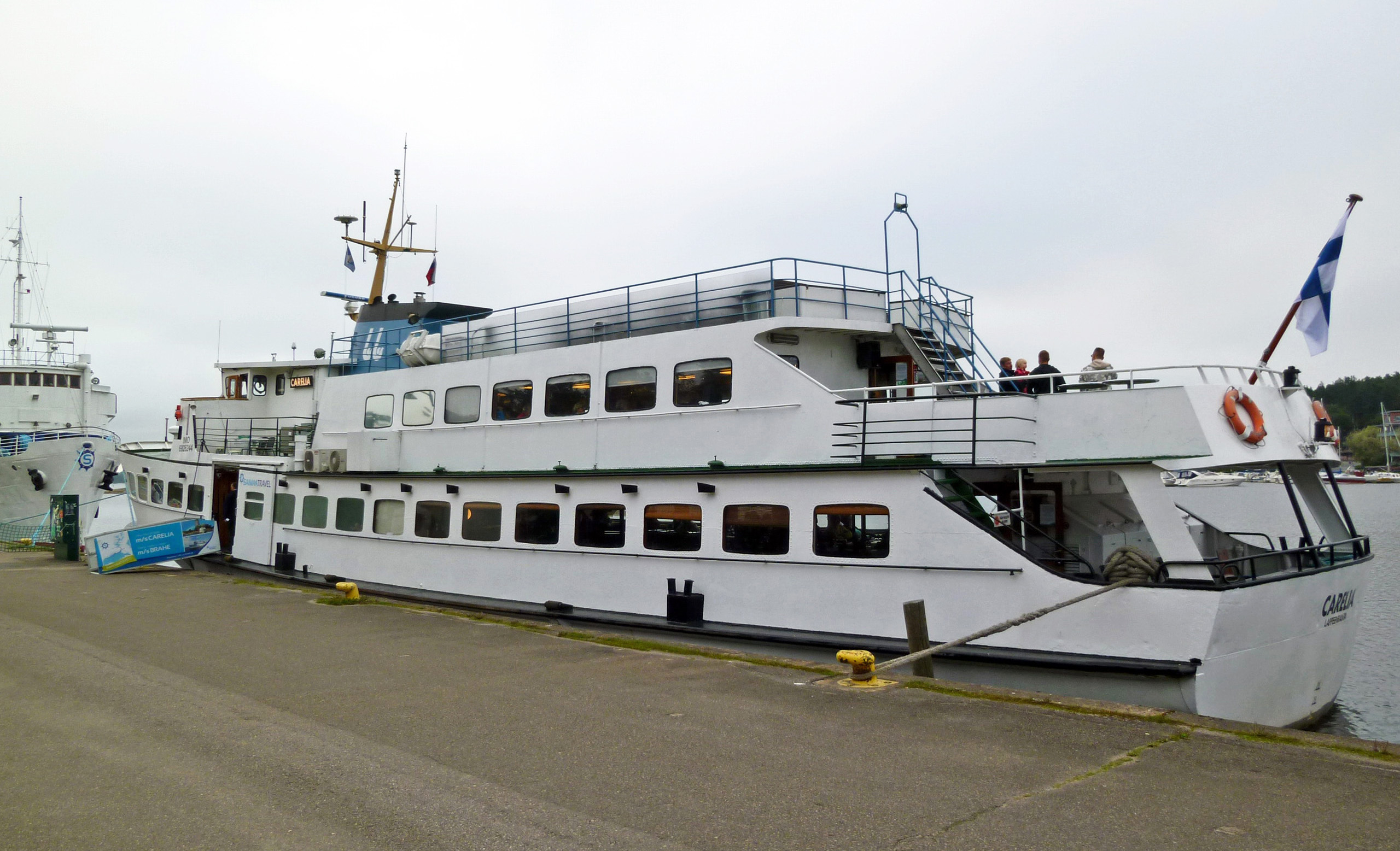
Carelia 2014 in Lappeenranta

## Carelia
Im November 1985 wurde das Schiff aufgelegt und Ende 1986 schließlich nach Finnland verkauft. Seitdem fährt das Schiff als Carelia unter finnischer Flagge.